# سابانتا (انتیوکیا)
سابانتا (انتیوکیا) (به اسپانیایی: Sabaneta, Antioquia) یک سکونتگاه مسکونی در کلمبیا است که در بخش انتیوکیا واقع شده‌است.

## خصوصیات
سابانتا ۱۵ کیلومترمربع مساحت و ۴۳٬۳۵۷ نفر جمعیت دارد و ۱٬۵۵۰ متر بالاتر از سطح دریا واقع شده‌است.